# Ágh Péter
Ágh Péter (Szombathely, 1982. január 30. –) magyar politikus, országgyűlési képviselő, az Építési és Közlekedési Minisztérium államtitkára.

## Tanulmányai, családja
A Premontrei Rendi Szent Norbert Gimnáziumban érettségizett Szombathelyen. Egyetemi tanulmányait a Pázmány Péter Katolikus Egyetem Bölcsészettudományi Karán két diploma megszerzésével fejezte be. Szakirányú továbbképzésen a Budapesti Corvinus Egyetemen szerezte meg harmadik diplomáját.
Ágh Péter több mint 20 évvel a felsőoktatási tanulmányai megkezdése után, 2020-ban kapta meg a Pázmány Péter Katolikus Egyetemen szerzett kommunikáció és történelem szakos diplomáit, miután a kormány egy járványügyi rendelettel ideiglenesen eltörölte a nyelvvizsga-kötelezettséget a záróvizsgát sikeresen teljesítők számára. Bár záróvizsgáit már 2011-ben letette, a nyelvvizsga hiánya miatt addig nem kaphatta meg az okleveleit. Emellett a Budapesti Corvinus Egyetem politológia szakán csak abszolutóriumig jutott 2009-ben, diplomát nem szerzett, és ez a képzés később el is tűnt a nyilvános életrajzából.
Nős, két gyermek édesapja.

## Közéleti pályája
1998-tól a Fidelitas, 1999-től a Fidesz tagja. 2003-tól a Fidelitas országos elnökségének tagja, 2007-től 2009-ig ügyvezető alelnök, 2009-től 2015-ig pedig a Fidesz ifjúsági társszervezetének országos elnöke. 2011-től 2015-ig a Fidesz frakcióvezető-helyettese. 2013-tól Vas megye 02. sz. egyéni választókerületének választókerületi elnöke.
2002 és 2014 között a vasi megyeszékhely önkormányzati képviselője. 2006-tól országgyűlési képviselővé választották, a Fidesz frakció legfiatalabb tagjaként a parlament korjegyzői feladatait is ellátta. 2006-ban országos, 2010-ben megyei listáról, 2014 óta egyéni körzetből az országgyűlés tagja. A parlamentben számos szakmai testület munkájában vett részt, így dolgozott – többek között – a törvényhozási, honvédelmi, költségvetési, ifjúsági- szociális- családügyi- és lakhatási bizottságban.
Ágh Péter 12 év után befejezte szombathelyi önkormányzati képviselői tevékenységét, hogy országgyűlési képviselő maradhasson. Mivel a szombathelyi választókerületben a befolyásosabb Hende Csaba (Fidesz-KDNP) volt a jelölt, Ágh a sárvári választókerületben kívánta megmérettetni magát az országgyűlési választáson. Ennek érdekében lakóhelyét Csepregről jelentette be, amely a sárvári körzethez tartozik. A szombathelyi körzetben édesapja, Ágh Ernő vette át a helyét, míg ő maga a sárvári körzetben Kovács Ferenc sitkei képviselőt váltotta 2014-ben. Míg Ágh Péter édesapja önkormányzati képviselő lett, édesanyja a vasi kormányhivatal főigazgatója lett, Ágh Péter feleségével pedig az igazságügyi tárca szerződött le egy projektre. A Nyugat.hu szerint egy vállalkozó úgy fogalmazott: "Érdemes az Ágh-családdal jóban lenni, ha valamit el akarunk érni Szombathelyen".
Ágh Péter 2014 szeptemberében, amikor az Orbán Viktor és Simicska Lajos közötti konfliktusok kezdtek kiéleződni, Ágh nyilvánosan is megjelent az üzletember mellett. Simicska ekkor egy sárvári lovardaavatón tűnt fel, ami hosszú évek után az első alkalom volt, hogy nyilvánosan is megmutatkozott, így Ágh Péter, a Fidelitas vezetőjeként, az elsők között demonstrálta hűségét Simicska Lajos mellett.
2015–2018 között a Miniszterelnökség Vas megyei fejlesztésekért felelős miniszteri biztosa volt.
2018-ban az országgyűlési választáson az egész ország adatait megvizsgálva Ágh Péter aratta a legnagyobb különbségű győzelmet. A 106 egyéni választókerületet tekintve ugyanis Vas megye 02. sz. egyéni választókerületében volt a legnagyobb különbség az első és a második helyezett között az ő javára. Soha korábban akkora támogatást nem kapott országgyűlési választáson, mint 2022-ben, ekkor a szavazatok 64,38%-át szerezte meg.
2018 márciusában Ágh Péter aranyozott emléklapot kapott egy településtől, mert felavatott egy, az Európai Unió pénzéből épülő fejlesztést. Pár nap múlva kiderült, hogy a fideszes képviselőnek egész kis gyűjteménye van a hasonló ajándékokból.
2022-től a Építési és Közlekedési Minisztérium államtitkárának nevezték ki. A minisztérium delegáltjaként tagja lett a Budapesti Agglomerációs Fejlesztési Tanácsnak és a Közép-Duna menti Fejlesztési Tanácsnak.
Balassa Péter, a Jobbik országgyűlési képviselője 2023 szeptemberében a vasúti dolgozók számáról kérdezte az építési és közlekedési minisztert. Válaszában Ágh Péter úgy fogalmazott, nem lát szakemberhiányt a MÁV-nál és a Volánnál. A minisztérium által tervezett járatritkítást ért kritikákra Ágh Péter úgy reagált, hogy a baloldal brüsszeli képviselői miatt maradt el a HÉV fejlesztése.
A Honvédelemért kitüntető cím I. fokozatát 2013-ban kapta meg. Az 1945-1956 közötti magyar Politikai Elítéltek Közössége jubileumi emlékérmet és oklevelet adományozott számára 2014-ben. 2025-ben az Országos Mentőszolgálat és a magyar mentésügy érdekében végzett kiemelkedő munkájáért Magyar Mentésügyért Emlékérem kitüntetésben részesült.
2025. március 17-én nyújtotta be a Fidesz a Pride betiltását célzó fideszes törvénymódosító javaslatot, majd délután gyorsan megszavazták azt a kivételes eljárásról szóló kérvényt is, melynek értelmében március 18-án már szavaztak is a Pride betiltásáról. A javaslatban az is szerepelt egy 2015-ös törvény alapján, hogy a rendőrség arcfelismerő szoftvert is használhat a résztvevők azonosítására. A törvény a 2015. évi CLXXXVIII. törvény az arcképelemzési nyilvántartásról és az arcképelemző rendszerről, amely nagyon röviden egy minden magyar állampolgár arcképprofilját nyilvántartó központi adatbázis létrehozásáról szólt. Az már akkor is felmerült, hogy ez alapján tüntetéseken is megfigyelhetnek embereket, azonban a parlamenti vitában Ágh Péter azzal indokolta a törvény bevezetését, hogy „az okmányhamisítás új elkövetési módjai, számos bűncselekmény határon átnyúló jellege teszi szükségessé a korszerű technológiák által biztosított pontos és gyors azonosítási lehetőségek kihasználását”.
A korrupciógyanús ügyekkel is foglalkozó Átlátszó.hu kikérte a Magyar Közúttól a Magyar Falu programban elvégzett útfelújítások adatait, és kiderült: a programban végzett útfelújítások sem árban, sem alaposságban nem közelítik meg a Lázár János batidai kastélya mellett munkálatokat. Ágh Péter szerint a nagyfai börtön kérte a batidai út felújítását, de az Átlátszó közlése szerint az erről szóló levelezést nem voltak hajlandók megmutatni. A 24.hu számítása szerint a 4413-as útnál kilométerenként 500 millió forint feletti volt a felújítási költség, mivel a batidai kastélyhoz vezető bő 6 kilométeres szakaszra bruttó 3,3 milliárd forintot költött a Közút.
A Nyugat-Dunántúlon és az online felületeken is ellenérzéseket váltott ki, hogy az Építési és Közlekedési Minisztérium döntése értelmében a GySEV többletfeladatokat kapott, 2025. július 1-jétől 752 kilométer vasúti pálya került át a GySEV-hez a MÁV-csoporttól. Az utazók hangot adtak annak, hogy a lépés a GySEV lezüllesztését jelenti. A GySEV Lázár János minisztériuma által vezetett felvásárlása mellett országosan aggályokat vetett fel, mikor Győr-Sopron-Ebenfuhrt Vasúti Zrt. áruszállító leányvállalatáról, a GYSEV Cargo Zrt-ről 2024 decemberében bejelentették, hogy a többséget Orbán Viktor miniszterelnök veje, Tiborcz István érdekeltségébe tartozó Waberer’s Nyrt. szerezte meg. Lázár János 2024 szeptemberében jelentette be, hogy a magyar állam megvásárolta az osztrák Strabag tulajdonrészét a GySEV-ben, 2025 januárjában a GySEV igazgatóságának élére Mosóczi László került, aki korábban a MÁV-csoport vasúti személyszállító vállalatának vezérigazgatója, valamint egykor államtitkár volt. 2025 februárban a GySEV már egy 3,5 milliárd forint értékű közbeszerzést ítélt oda Mészáros Lőrinc cégének a Hegyeshalom–Csorna–Porpác–Szombathely–Zalaszentiván vasútvonal korszerűsítésének előkészítésére. A GySEV körüli kritikákra Ágh Péter az Építési és Közlekedési Minisztérium államtitkáraként azt válaszolta, hogy az ellenzék nem képviseli a magyar állam érdekeit, a felvásárlás a magyar állam és az utasok érdeke.

## Észak-Vas vármegye országgyűlési képviselőjeként
2014 óta, Észak-Vas megye országgyűlési képviselőjeként céljai közé tartozik a térség fejlesztése. Hende Csabával sikeresen lobbizott a Szombathely–Győr közötti M86-os gyorsforgalmi út befejezéséhez szükséges kormányzati döntésekért. A 2016-ban átadott beruházás bekapcsolta Vas megyét a négysávos utak rendszerébe. Közlekedésfejlesztés terén további lépést jelentett a Szombathely-Kőszeg városokat összekötő vasútfejlesztés, de megtörtént ebben a térségben a vasútvillamosítás is a főváros irányába vezető vonalon, vasútállomásokat újítottak fel és sikerült az Intercity-s utazási lehetőséget biztosítani több városnak. Az állami utak felújítása érdekében is komoly lépések történtek Répcelakon, Vépen, Bükön és Csepregen. A felsorolás Celldömölkkel bővül, hiszen kijárta a városon átvezető út felújítását. Sárvár érdekében sikeresen lobbizott – többek közt – a koronavírus miatt komoly veszélyt jelentő sárvári fürdőhitel kormányzati kiváltásáért.
2018–2022 között a legaktívabb Vas megyei felszólaló az országgyűlésben. Felszólalásainak listája alapján a Nyugat.hu megírta, hogy ő az egyik azon képviselők közül, akik saját kormányukat interpellálják. A kormánypárti interpellációk megszokott eszközök arra, hogy a parlamentben minél többször elhangozzanak azok a témák, amelyekre a kormánypárt a kommunikációját építi.
Kezdeményezője volt a választókerületét, Észak-Vas vármegyét felölelő, Kőszegtől Celldömölkig tartó Bük-Sárvár elnevezésű turisztikai térség létrehozásának, melyet Kormányrendelet rögzített. Előterjesztője volt annak a törvénynek is 2014-ben, amely az első világháború után Magyarország mellett maradó településeket a hűség falvainak nyilvánította, köztük a választókerületéhez tartozó Ólmodot is.
A választókerületének életét és fejlesztéseit mutatja be a Közös ügyünk: Észak-Vas 2014-2024 című kiadvány.
2021-ben Csepreg város képviselő-testülete a városért tett szolgálatai elismeréseként díszpolgári kitüntetést akart adományozni számára  melyet megköszönve azzal hárított el, hogy munkája legnagyobb elismerésének az emberek bizalmát tartja. A polgármesternek írott válasza szerint úgy tartja helyesnek, hogy amíg a körzet választott országgyűlési képviselője, addig jelölésüket nem fogadhatja el.
Ágh Péter országgyűlési képviselő és stábja tevékenysége kapcsán Sárváron rendszeresen felmerül az a kritika, hogy döntéseik és javaslataik következtében Sárvár jelentős állami forrásoktól esik el. A 2025-ös évre vonatkozóan az elmaradt adóbevételek összege elérheti a 785 millió forintot, míg az elmúlt öt év során a becslések szerint összesen több mint 3,1 milliárd forinttal kevesebb állami támogatás jutott a városnak Ágh Péter szavazatainak is következtében. Az ellenzék és helyi bírálók szerint ezek a döntések hátrányosan érintik a település fejlődését és gazdálkodását, míg a kormánypárti szereplők jellemzően nem reagálnak nyilvánosan ezekre a felvetésekre.
Ágh Péter szavazatainak következtében 2025-ben újabb jelentős forráselvonást hajtott végre Bük városában is: szolidaritási hozzájárulásként 621 millió forintot vontak el az önkormányzattól, továbbá az iparűzési adó egy részéből is 82,5 millió forintot fizettetnek meg a várossal. Dr. Németh Sándor polgármester szerint ezek a lépések nem csupán pénzügyi megszorítások, hanem az önkormányzatiság  lényegét, a gazdálkodás szabadságát feszegetik a kérdéskörök, ami a demokráciának egyik alapfeltétele.

## Kötetekben, kiadványokban megjelent tanulmányai, írásai
Ágh Péter több tanulmánya, írásai, köszöntője és beszéde jelent meg különféle kiadványokban és kötetekben:
- Ágh Péter: Szent Quirinus kultuszának szombathelyi hagyománya, emlékei. In: Balogh Albin: Szent Quirinus vértanú püspök. Szombathely Megyei Jogú Város reprint kiadványa. Sorozatszerkesztő: Feiszt György. Szombathely, 2011. 48–50. p.
- Köszöntő. In: Tóth Csaba – Csány Péter: Ambrózy Teréz. Arcékscsarnok – Híres szombathelyi nők sorozat. Sorozatszerkesztő: Dr. Takátsné Dr. Tenki Mária – Kelbert Krisztina. Szülőföld Könyvkiadó, 2012. 2. p.
- Ágh Péter: Nyíljatok meg! (beszéd) In: Don Bosco Kalendárium 2014. Szerk.: Lengyel Erzsébet. Don Bosco Kiadó, 2013. 66–67. p.
- Ágh Péter: Hitet, szeretet, reményt. In: „Ecce vivimus” – Jubileumi emlékkönyv az újraindulás 20. évfordulójára. Szerk.: Horváth Krisztina, Szakály Szilvia, Véghné Busics Hilda. Csornai Premontrei Prépostság. Szombathely, 2014. 69–70. p.
- Köszöntő. In: Dr. Hoós Tibor: Hit és hatalom – Szent Quirinus püspök vértanúsága Savariában. Szülőföld Könyvkiadó, 2016. 3. p.
- Szövetségben a kormányzattal. Büszke vagyok erre a közösségre. Interjú Ágh Péterrel. In: 20 év Fidelitas. Szerk.: Bodrogi Richárd, Mohay Gergely. Fidelitas, 2016. 30–32. p.
- Visszaemlékezés. In: Joskar-Ola Lakótelepért – Emlékalbum 1998–2017. 6. p.
- Ágh Péter: Gondolatok a szaléziakról… In: „A kő, amelyet elvetettek” – A Szent Kvirin Szalézi templom története. Szerk.: Lendvai Rezső – P. Csány Péter SDB. Szülőföld Könyvkiadó, 2018. 10–12. p.
- Ágh Péter 2016. október 23-án Bükön elhangzott ünnepi beszéde. In: Bakos Ágnes: Bük 56/65. Szülőföld Könyvkiadó, 2021. 100–106. p.
- Ágh Péter: Összeköt minket Vas megye. In: 100xszép Vas megye. Szerk.: Majthényi László. Szülőföld Könyvkiadó, 2022. 98. p.
- Köszöntő. In: Bakos Ágnes (szerk.): Csepreg és térsége. Szülőföld Könyvkiadó, 2023. 9. p.
- Ágh Péter: „Otthonra találnak a Hazájukért aktívan cselekedni vágyó nemzedékek.” In: Ómolnár Miklós: Csakazértis – Ahogyan Orbán Viktor főtanácsadója látta. Magyarország 2002–2022. Szilvai és Társa Kft., 2023. 270. p.
- Ágh Péter: Adatok Szeibert János életéről és munkásságáról. In: Dr. Szeibert János: Sárvár története 1848-ig. Szülőföld Könyvkiadó, 2023. 7–21. p.